# Maigret (seriál, 1991)
Maigret je koprodukční televizní seriál, který v letech 1991 až 2005 premiérově vysílal televizní kanál France 2. Na produkci se podílely veřejnoprávní ČST/ČT, belgická RTBF, švýcarská TSR a u několika epizod finská Yle TV1. Kvůli snížení nákladů se natáčelo i mimo Francii – v Česku, Finsku, Portugalsku a Jihoafrické republice (epizoda Maigret et le Liberty Bar). Bylo odvysíláno celkem 54 příběhů o komisařovi Maigretovi, kterého ztvárnil Bruno Cremer.

## Hlavní role
| Bruno Cremer         | komisař Maigret      |
| Jean-Pierre Gos      | inspektor Lucas      |
| Anne Bellec          | paní Maigretová      |
| Jean-Claude Frissung | inspektor Janvier    |
| Éric Prat            | inspektor Torrance   |
| Erick Desmarestz     | soudce Benneau       |
| Alexandre Brasseur   | Paul Lachenal        |
| Pierre Diot          | inspektor Christiani |
| Jean-Paul Bonnaire   | inspektor Battesti   |

## Seznam dílů
| Č. v seriálu | Č. v řadě | Název                                 | Český název                      | Předloha                                 | Režie                                 | Scénář                                                                | Premiéra ve Francii |
| ------------ | --------- | ------------------------------------- | -------------------------------- | ---------------------------------------- | ------------------------------------- | --------------------------------------------------------------------- | ------------------- |
| 1            | 1         | Maigret et la Grande Perche           | Maigret a Dlouhé bidlo           | Maigret et la Grande Perche              | Claude Goretta                        | Claude Goretta                                                        | 1. prosince 1991    |
| 2            | 2         | Maigret chez les Flamands             | Maigret u Vlámů                  | Chez les Flamands                        | Serge Leroy                           | Serge Leroy                                                           | 5. ledna 1992       |
| 3            | 3         | Maigret et la Maison du juge          | Maigret a soudcův dům            | La Maison du juge                        | Bertrand Van Effenterre               | Santiago Amigorena a Bertrand Van Effenterre                          | 15. března 1992     |
| 4            | 4         | Maigret et les Plaisirs de la nuit    | Maigret a rozkoše noci           | Maigret au « Picratt's »                 | José Pinheiro                         | Jacques Cortal a José Pinheiro                                        | 7. června 1992      |
| 5            | 5         | Maigret et le Corps sans tête         | Maigret a tělo bez hlavy         | Maigret et le Corps sans tête            | Serge Leroy                           | Serge Leroy                                                           | 11. září 1992       |
| 6            | 6         | Maigret et la Nuit du carrefour       | Maigret a noc na křižovatce      | La Nuit du carrefour                     | Alain Tasma a Bertrand Van Effenterre | Gildas Bourdet a Alain Tasma                                          | 27. listopadu 1992  |
| 7            | 7         | Maigret et les Caves du Majestic      | Maigret a sklepy hotelu Majestic | Les Caves du Majestic                    | Claude Goretta                        | Claude Goretta a Santiago Amigorena                                   | 22. ledna 1993      |
| 8            | 8         | Maigret se défend                     | Maigret se brání                 | Maigret se défend                        | Andrzej Kostenko                      | Andrzej Kostenko a Gildas Bourdet                                     | 7. května 1993      |
| 9            | 9         | Les Témoins récalcitrants             | Maigret a vzpurní svědkové       | Maigret et les Témoins récalcitrants     | Michel Sibra                          | Christian Rullier a Michel Sibra                                      | 5. listopadu 1993   |
| 10           | 10        | Maigret et l'Homme du banc            | Maigret a muž z lavičky          | Maigret et l'Homme du banc               | Étienne Périer                        | Jean-Pierre Sinapi a Daniel Tonachella                                | 17. prosince 1993   |
| 11           | 11        | La Patience de Maigret                | Maigretova trpělivost            | La Patience de Maigret                   | Andrzej Kostenko                      | Gildas Bourdet a Andrzej Kostenko                                     | 15. dubna 1994      |
| 12           | 12        | Maigret et le Fantôme                 | Maigret a Fantom                 | Maigret et le Fantôme                    | Hannu Kahakorpi                       | Henri de Turenne a Akli Tadjer                                        | 13. května 1994     |
| 13           | 13        | Maigret et l'Écluse numéro 1          | Maigret a zdymadlo               | L'Écluse numéro 1                        | Olivier Schatzky                      | Christian Rullier                                                     | 21. října 1994      |
| 14           | 14        | Cécile est morte                      | Maigret a smrt Cecílie           | Cécile est morte                         | Denys de La Patellière                | Alexandre de La Patellière, Denys de La Patellière a Christian Watton | 28. října 1994      |
| 15           | 15        | Maigret se trompe                     | Maigret se mýlí                  | Maigret se trompe                        | Joyce Buñuel                          | Dominique Roulet                                                      | 4. listopadu 1994   |
| 16           | 16        | Maigret et la Vieille Dame            | Maigret a stará dáma             | Maigret et la Vieille Dame               | David Delrieux                        | Catherine Ramberg a David Delrieux                                    | 17. března 1995     |
| 17           | 17        | Maigret et la vente à la bougie       | Maigret a dražba při svíčce      | Vente à la bougie                        | Pierre Granier-Deferre                | Pierre Granier-Deferre a Dominique Roulet                             | 16. června 1995     |
| 18           | 18        | Les Vacances de Maigret               | Maigret na dovolené              | Les Vacances de Maigret                  | Pierre Joassin                        | Pierre Joassin a Catherine Rambert                                    | 9. září 1995        |
| 19           | 19        | L'Affaire Saint-Fiacre                | Maigret a Saint-Fiacre           | L'Affaire Saint-Fiacre                   | Denys de La Patellière                | Alexandre de La Patellière a Denys de la Patellière                   | 26. října 1995      |
| 20           | 20        | Le Port des brumes                    | Maigret a přístav v mlze         | Le Port des brumes                       | Charles Nemes                         | Guy-Patrick Sainderichin                                              | 2. února 1996       |
| 21           | 21        | La Tête d'un homme                    | Maigret a hlava muže             | La Tête d'un homme                       | Juraj Herz                            | Christian Rullier                                                     | 23. února 1996      |
| 22           | 22        | Maigret en Finlande                   | Maigret ve Finsku                | Un crime en Hollande                     | Pekka Parikka                         | Bernard Marié                                                         | 27. září 1996       |
| 23           | 23        | Maigret tend un piège                 | Maigret klade past               | Maigret tend un piège                    | Juraj Herz                            | Bernard Marié                                                         | 10. října 1996      |
| 24           | 24        | Maigret a peur                        | Maigret má strach                | Maigret a peur                           | Claude Goretta a Christian Karcher    | Claude Goretta                                                        | 1. listopadu 1996   |
| 25           | 25        | Maigret et l'Enfant de chœur          | Maigret a ministrant             | Le Témoignage de l'enfant de chœur       | Pierre Granier-Deferre                | Dominique Roulet a Pierre Granier-Deferre                             | 3. října 1997       |
| 26           | 26        | Maigret et le Liberty Bar             | Maigret a čtyři ženy             | Liberty Bar                              | Michel Favart                         | Bernard Marié                                                         | 17. října 1997      |
| 27           | 27        | L'Improbable Monsieur Owen            | Maigret a mrtvý ve vaně          | L'Improbable Monsieur Owen               | Pierre Koralnik                       | Virginie Brac                                                         | 12. prosince 1997   |
| 28           | 28        | L'Inspecteur Cadavre                  | Maigret a mrtvý z trati          | L'Inspecteur Cadavre                     | Pierre Joassin                        | Catherine Ramberg a Pierre Joassin                                    | 9. ledna 1998       |
| 29           | 29        | Madame Quatre et ses enfants          | Čekání na vraha                  | Madame Quatre et ses enfants             | Philippe Bérenger                     | Pierre Granier-Deferre a Dominique Roulet                             | 16. ledna 1999      |
| 30           | 30        | Meurtre dans un jardin potager        | Maigret a mrtvý tulák            | Le Deuil de Fonsine                      | Edwin Baily                           | Pierre Granier-Deferre a Dominique Roulet                             | 5. února 1999       |
| 31           | 31        | Un meurtre de première classe         | Vražda v kupé první třídy        | Jeumont, 51 minutes d'arrêt              | Christian de Chalonge                 | Pierre Granier-Deferre a Dominique Roulet                             | 26. listopadu 1999  |
| 32           | 32        | Maigret voit double                   | Maigret a smrt účetního          | On ne tue pas les pauvres types          | François Luciani                      | Pierre Granier-Deferre a Dominique Roulet                             | 3. března 2000      |
| 33           | 33        | Maigret chez les riches               | Maigret a lepší lidé             | Maigret hésite                           | Denys Granier-Deferre                 | Dominique Roulet a Pierre Granier-Deferre                             | 26. května 2000     |
| 34           | 34        | Maigret et la Croqueuse de diamants   | Maigret a milovnice diamantů     | Le Charretier de la Providence           | André Chandelle                       | Daniel Tonachella                                                     | 16. února 2001      |
| 35           | 35        | Mon ami Maigret                       | Můj přítel Maigret               | Mon ami Maigret                          | Bruno Gantillon                       | Stéphane Palay                                                        | 25. května 2001     |
| 36           | 36        | Maigret et la Fenêtre ouverte         | Maigret a otevřené okno          | La Fenêtre ouverte                       | Pierre Granier-Deferre                | Pierre Granier-Deferre a Michel Grisolia                              | 22. června 2001     |
| 37           | 37        | Maigret et le Marchand de vin         | Maigret a obchodník s vínem      | Maigret et le Marchand de vin            | Christian de Chalonge                 | Pierre Granier-Deferre a Dominique Garnier                            | 16. ledna 2002      |
| 38           | 38        | Maigret chez le ministre              | Maigret a ministr                | Maigret chez le ministre                 | Christian de Chalonge                 | Pierre Granier-Deferre, Stéphane Palay a Dominique Garnier            | 1. února 2002       |
| 39           | 39        | Le Fou de Sainte-Clothilde            | Maigret a čtyři esa              | Le Fou de Bergerac                       | Claudio Tonetti                       | Pierre Granier-Deferre a Michel Grisolia                              | 10. května 2002     |
| 40           | 40        | La Maison de Félicie                  | Maigret a hubatá služka          | Félicie est là                           | Christian de Chalonge                 | Christian de Chalonge a Dominique Garnier                             | 3. června 2002      |
| 41           | 41        | Maigret à l'école                     | Maigret ve škole                 | xxx                                      | Yves de Chalonge                      | Pierre Granier-Deferre a Michel Grisolia                              | 11. listopadu 2002  |
| 42           | 42        | Maigret et la Princesse               | Maigret a kněžna                 | Maigret et les Vieillards                | Laurent Heynemann                     | Pierre Granier-Deferre a Michel Grisolia                              | 21. února 2003      |
| 43           | 43        | Un échec de Maigret                   | Maigret a mrtvý spolužák         | Un échec de Maigret                      | Jacques Fansten                       | Steve Hawes a Claire Level                                            | 31. března 2003     |
| 44           | 44        | Signé Picpus                          | Maigret a jasnovidka             | Signé Picpus                             | Jacques Fansten                       | Jacques Fansten                                                       | 30. června 2003     |
| 45           | 45        | L'Ami d'enfance de Maigret            | Maigret a čtyři milenci          | L'Ami d'enfance de Maigret               | Laurent Heynemann                     | Laurent Heynemann a Pierre Fabre                                      | 29. září 2003       |
| 46           | 46        | Les Scrupules de Maigret              | Maigret má starosti              | Les Scrupules de Maigret                 | Pierre Joassin                        | Pierre Granier-Deferre, Pierre Joassin a Michel Grisolia              | 31. října 1960      |
| 47           | 47        | Les Petits Cochons sans queue         | Maigret a prasátka z porcelánu   | Maigret et les Petits Cochons sans queue | Charles Nemes                         | Steve Hawes a Claire Level                                            | 29. března 2004     |
| 48           | 48        | Maigret et le Clochard                | Tajemství černé labutě           | Maigret et le Clochard                   | Laurent Heynemann                     | Dominique Garnier a Christian de Chalonge                             | 3. května 2004      |
| 49           | 49        | Maigret et l'Ombre chinoise           | Maigret a muž s jednou rukavicí  | L'Ombre chinoise                         | Charles Nemes                         | Laurence Kilberg                                                      | 28. května 2004     |
| 50           | 50        | Maigret chez le docteur               | Maigret u lékaře                 | Monsieur Lundi                           | Claudio Tonetti                       | Steve Hawes a Claire Level                                            | 25. června 2004     |
| 51           | 51        | Maigret en meublé                     | Maigret v rodinném penzionu      | Maigret en meublé                        | Laurent Heynemann                     | Michel Grisolia a Laurent Heynemann                                   | 17. prosince 2004   |
| 52           | 52        | Maigret et la Demoiselle de compagnie | Maigret a společnice             | La Vieille Dame de Bayeux                | Franck Appréderis                     | Steve Hawes a Claudio Descalzi                                        | 17. ledna 2005      |
| 53           | 53        | Maigret et les Sept Petites Croix     | Komisař Maigret a sedm křížků    | Sept petites croix dans un carnet        | Jérôme Boivin                         | Steve Hawes a Claire Level                                            | 6. května 2005      |
| 54           | 54        | Maigret et l'Étoile du Nord           | Maigret a Severní hvězda         | L'Étoile du Nord                         | Charles Nemes                         | Pierre Granier-Deferre a Michel Grisolia                              | 23. prosince 2005   |